# A Single Man (2009)
A Single Man (bra: Direito de Amar; prt: Um Homem Singular) é um filme americano de 2009, do gênero drama, dirigido por Tom Ford, com roteiro dele e David Scearce baseado no romance A Single Man, de Christopher Isherwood.

## Sinopse
O filme expõe um dia, precisamente 30 de novembro de 1962, um mês após a Crise dos mísseis de Cuba, na vida de George Falconer, um professor universitário britânico de meia-idade radicado em Los Angeles.
Dilacerado pela recente morte de seu parceiro de longa data em um trágico acidente, ele se vê no limite da sua vida. Descobrirá os ecos do passado no presente e irá vislumbrar versões alternativas do futuro - incluindo a forte possibilidade de nenhum futuro para si mesmo.

## Elenco
- Colin Firth …George Falconer
- Julianne Moore …Charlotte (Charley)
- Nicholas Hoult … Kenny Potter
- Matthew Goode … Jim
- Jon Kortajarena … Carlos
- Paulette Lamori … Alva
- Ryan Simpkins … Jennifer Strunk
- Ginnifer Goodwin … Sr.ª Strunk
- Teddy Sears … Sr. Strunk
- Paul Butler … Christopher Strunk
- Aaron Sanders … Tom Strunk
- Aline Weber … Lois
- Keri Lynn Pratt … Secretária loira
- Jenna Gavigan … Secretária
- Alicia Carr … Secretária
- Lee Pace … Grant
- Adam Shapiro … Myron
- Marlene Martinez … Maria
- Jon Hamm … Hank Ackerley (voz)

## Produção
O diretor Tom Ford financiou o próprio filme. Como o filme se passa na década de 1960, o time da produção de design foi um dos grupos que participaram da produção de Mad Men, que se passa nesse mesmo período. A casa em que o personagem George viveu foi desenhado em 1949 por John Lautner. O arquiteto a ofereceu de presente para a mãe de um de seus funcionários.

## Trilha sonora
A trilha sonora oficial do filme foi lançada por Silva Screen Records em 22 de dezembro de 2009. As faixas foram compostas por Abel Korzeniowski, com participações de Shigeru Umebayashi.

## Prêmios e indicações
| Prêmio             | Categoria                     | Recipiente        | Resultado |
| ------------------ | ----------------------------- | ----------------- | --------- |
| Oscar 2010         | Melhor ator                   | Colin Firth       | Indicado  |
| Globo de Ouro 2010 | Melhor ator - drama           | Colin Firth       | Indicado  |
| Globo de Ouro 2010 | Melhor atriz coadjuvante      | Julianne Moore    | Indicada  |
| Globo de Ouro 2010 | Melhor trilha sonora          | Abel Korzeniowski | Indicado  |
| BAFTA 2010         | Melhor ator                   | Colin Firth       | Venceu    |
| BAFTA 2010         | Melhor figurino               | Arianne Phillips  | Indicado  |
| BAFTA 2010         | Melhor ator/atriz em ascensão | Nicholas Hoult    | Indicado  |

## Recepção
No site agregador de críticas Rotten Tomatoes, 85% das  avaliações dos críticos são positivas, com uma classificação média de 178/10. O consenso diz: “Embora as roupas são lindas e a direção de arte impecável, o que mais se destaca deste nesta estreia pelo estilista Tom Ford é o principal desempenho de Colin Firth."